# Georg Ertl
Georg „Schorsch“ Ertl (* 17. März 1901 in Augsburg; † 22. Oktober 1968) war ein deutscher Fußballtorwart, der zwischen 1925 und 1927 sieben Länderspiele für die A-Nationalmannschaft bestritt.

## Spielerkarriere

### Vereine
In Augsburg geboren und aufgewachsen schloss Georg Ertl sich 17-jährig der Fußballabteilung von Schwaben Augsburg an und wechselte ein Jahr später zum FC Wacker München in die seinerzeit regional höchste Spielklasse, der Bezirksliga Bayern. In dieser traf er auf die Mitstreiter 1. FC Nürnberg, SpVgg Fürth, FC Bayern München und die Fußballabteilung der TV München 1860. Ertl, der Torhüter Alfred Bernstein nachfolgte, errang mit den „Blausternen“ am Ende der Spielzeiten 1924/25, 1926/27 und 1927/28 jeweils den dritten Rang.
In der Endrunde um die süddeutsche Meisterschaft 1928 qualifizierte sich Ertl mit seiner Mannschaft mit dem ebenfalls errungenen dritten Rang als Teilnehmer für die Endrunde um die deutsche Fußballmeisterschaft 1928. In München setzte er sich mit ihr am 8. Juli mit dem 1:0-Sieg nach n. V. gegen den Dresdner SC mit Mittelläufer Georg Köhler durch. Am 15. Juli glückte der 4:1-Erfolg bei Tennis Borussia Berlin, in dessen Angriff Sepp Herberger stürmte. Erst im Halbfinale, am 22. Juli in Leipzig, scheiterte er mit der Mannschaft mit 1:2 an Hertha BSC.
Von Januar 1929 bis Januar 1930 war Ertl für den FC Bayern München aktiv, bevor er sich im Februar 1930 dem DSV München anschloss und zur Saison 1931/32 zum TSV 1860 München wechselte. Am Ende seiner zweiten Spielzeit nahm er als süddeutscher Vizemeister der Saison 1932/33 erstmals als Teilnehmer an der Endrunde um die deutsche Fußballmeisterschaft 1933 teil. Nach dem 2:0-Erfolg gegen den VfL Benrath (u. a. mit Karl Hohmann und Josef Rasselnberg) im Achtelfinale und dem 3:0-Sieg gegen den Beuthener SuSV 09 im Viertelfinale verloren die „Blauen“ u. a. mit Ludwig Lachner, Alois Pledl, Josef Wendl und Ertl erst das Halbfinalspiel gegen den FC Schalke 04 mit Ernst Kuzorra und Fritz Szepan in Leipzig deutlich mit 0:4. In den Jahren 1934 und 1938 reichte es in der Gauliga Bayern zu zwei Vizemeisterschaften. Der beim TSV 1860 München mit Alwin Riemke um die Torhüterposition
konkurrierende Ertl, kam ferner am 14. Juni 1936 in der 1. Schlussrunde, beim 1:0-Sieg bei den Stuttgarter Kickers und am 27. Juni 1936 in der 2. Schlussrunde, beim 3:3-Unentschieden gegen den 1. FC Pforzheim im Tschammerpokal zum Einsatz.

### Nationalmannschaft
Ertl, der sich im Torwartspiel auch durch beeindruckende Strafraumbeherrschung auszeichnete, hatte es in Süddeutschland wie auch später in der Gauauswahl Bayern mit der „Legende“ Heiner Stuhlfauth vom 1. FC Nürnberg zu tun. So kamen seine ersten beiden Einsätze in der Nationalmannschaft – am 21. und 26. Juni 1925 gegen die Auswahlen Schwedens und Finnlands – auch nur deshalb zustande, da die Fürther Spieler dem DFB für die Skandinavienreise absagten und der 1. FC Nürnberg wegen eines Streites mit dem Verband keine Spieler abstellte. Am 21. Juni debütierten deshalb in Stockholm beim 1:0-Sieg im Länderspiel gegen die Auswahl Schwedens acht Spieler des FC Wacker München – einschließlich Georg Ertl. Nach seinem vierten Einsatz in der Nationalelf, am 18. April 1926 in Düsseldorf beim 4:2-Sieg gegen die Auswahl der Niederlande, kehrte Stuhlfauth zum Länderspiel am 20. Juni in Nürnberg gegen die Auswahl Schwedens wieder in die Auswahl zurück. Mit seinem Länderspieleinsatz am 2. Oktober 1927 bei der 1:3-Niederlage gegen die Auswahl Dänemarks in Kopenhagen, mit den Debütanten Richard Hofmann und Ludwig Leinberger, endete die internationale Laufbahn von Georg Ertl.

## Trainerkarriere
Nach dem Zweiten Weltkrieg absolvierte der Versicherungsangestellte zunächst die Ausbildung zum Fußball-Lehrer und führte zur Saison 1948/49 den BC Augsburg als Trainer in die Oberliga Süd.

## Sonstiges
Später betrieb er eine Lotto-Toto-Annahmestelle in München.